# Грибков, Валерий Викторович
Вале́рий Ви́кторович Грибко́в (9 сентября 1979 — 18 июля 1999) — старший сержант Внутренних войск Министерства внутренних дел Российской Федерации, погиб при исполнении служебных обязанностей накануне Второй чеченской войны, кавалер ордена Мужества (посмертно).

## Биография
Валерий Викторович Грибков родился 9 сентября 1979 года в городе Лысково Нижегородской области. Учился в Лысковской средней школе № 2. После её окончания поступил в Лысковский агротехникум.
В декабре 1997 года Грибков был призван на службу во Внутренние войска Министерства внутренних дел Российской Федерации. Службу проходил в Республике Дагестан, на границе в Чеченской Республикой. Получил звание старшего сержанта, был назначен командиром отделения на заставе Внутренних войск МВД России.
18 июля 1999 незаконные вооружённые формирования обстреляли пограничные заставы Внутренних войск у станицы Галюгаевская Ставропольского края и у села Первомайское в Дагестане. В это время на последней находился старший сержант Валерий Грибков. В том бою он прикрыл собой новобранцев, получив смертельные ранения осколками гранатомётного снаряда в спину и скончавшись на месте.
Похоронен на новом городском кладбище в городе Лысково Нижегородской области.
Указом Президента Российской Федерации старший сержант Валерий Викторович Грибков посмертно награждён орденом Мужества.

## Память
- В честь Грибкова названа улица в городе Лысково Нижегородской области.
- Мемориальная доска в память о Грибкове установлена на здании Лысковской средней школе № 2.
- В память о Грибкове регулярно проводятся памятные мероприятия.